# Mare de Déu de Bellvitge
La Mare de Déu de Bellvitge és una de les marededeus trobades de Catalunya, com la del Roser, Núria o Montserrat.
Les marededeus trobades a Catalunya són part de tradicions culturals molt antigues, esteses i populars que el cristianisme adaptà. Tradicions vinculades a la natura, la salut i la prosperitat, provinents de les celebracions pre-cristianes relacionades amb els canvis d'estació, la demanda de fecunditat o la protecció davant de les malalties. L'imaginari d'aquestes tradicions es configurava amb les nimfes de rius i de les fonts, els genis dels boscos, etc., d'aquí que les nombroses marededeus tinguin relació amb algun d'aquests elements i, les seves llegendes, amb mites grecs.
Així ho explica Joan Amades: “Aquestes imatges marianes, fortament aferrades a l'agre de la terra, en molts casos constitueixen vestigis de cultes naturalistes d'un pregon primitivisme que ni l'acció de la civilització ni la petjada del cristianisme no han assolit del tot”.

## Devoció a la Mare de Déu de Bellvitge
Des del segle xiii tenim notícies de que es venerava la Mare de Déu de Bellvitge a la l'antiga capella de "Santa Maria de Benvige". El document forma part del testament d'Elisenda Miquel, de 1279, que efectua un llegat de 6 diners a Santa Maria de Benvige demanant sepultura a l'església parroquial de Santa Eulàlia de Provençana. Durant un llarg temps el nom va tenint diverses accepcions: Belvige, Benvige, Belvitja...
L'ermita de Bellvitge donava aixopluc a la gent de la Marina hospitalenca i d'El Prat de Llobregat, ja que la parroquial quedava lluny.
L'any 1381 l'anomenada ermita s'havia estès a la capital, ja que trobem el primer llegat d'un barceloní a l'obra de l'església rural.

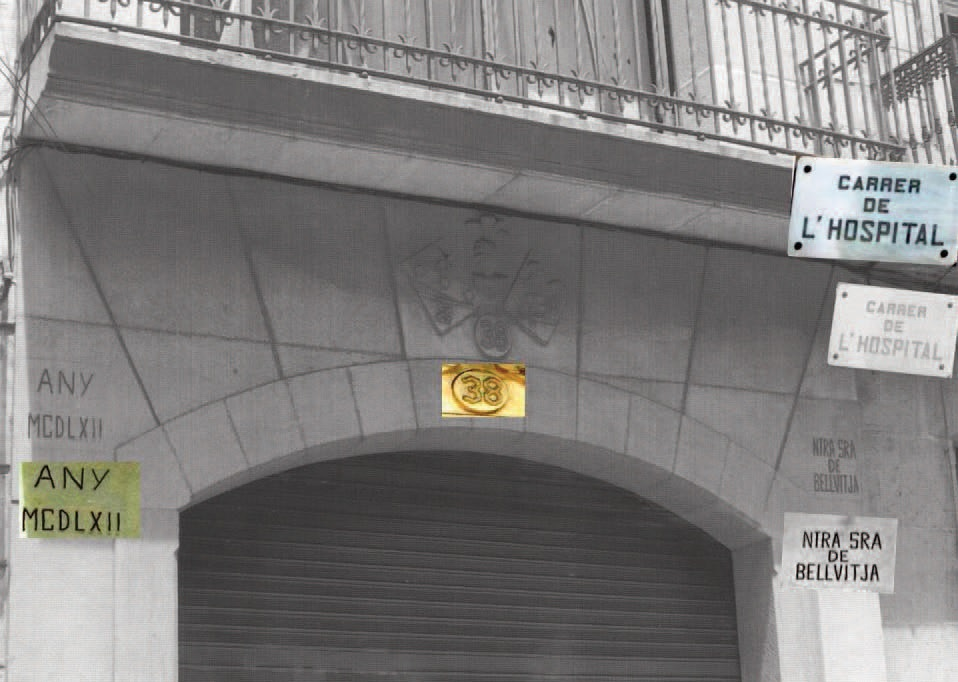
Inscripció al carrer Hospital de Barcelona

Al carrer Hospital, prop de les Rambles, davant l'església de Sant Agustí, encara hi ha una inscripció de 1462 que recorda que allí hi havia la capella de l'àngel custodi, on veneraven la Mare de Déu de Bellvitge, especialment els mariners, ja que els donava un "Bon viatge" (Amades, 1989: 83).
Segons Joan Amades quan la capella va quedar petita se'n va construir una altra al terme de L'Hospitalet. El cert és que el 1493 Barcelona dona la pedra que l'ermita necessita per a la seva reconstrucció.
Al carrer Espaseria (abans dels Sabaters) tenien una imatge a la façana d'una de les cases i acudien els dilluns de Pasqua a l'ermita de Bellvitge.

### Imatges històriques
La primera referència que tenim és del segle XV: “A l'hivern de 1484 -1485 Jaume Huguet, el millor pintor del moment, realitza un retaule a la capella de Bellvitge. Vol dir que hi ha diners suficients; en pocs dies cobra 14 lliures i mitja per la feina feta. L'única visita pastoral del període és del 1492, però no ens descriu el retaule de Bellvitge, sinó únicament la imatge de talla de la Mare de Déu tota enjoiada” (Codina I, 1987: 402).
El P. Fr. Narcís Camós es va dedicar, entre 1651 i 1653, a recórrer tots els racons de Catalunya, visitant 1.028 santuaris marians. Al capítol XII descriu la imatge de Nostra Senyora de Bellvitge com d'una alçada d'uns cinc pams, de fusta, asseguda i sostenint el nen al braç esquerre.
Aquesta imatge va ser destruïda per les tropes del Comte duc d'Olivares a l'inici de la Guerra dels Segadors. Les tropes franceses, que assetjaven Barcelona durant el regnat de Carles II, saquejaren novament l'ermita el 1697 i el mateix passarà a la Guerra de Successió en què Barcelona es va veure enmig d'un conflicte d'interessos entre els Habsburg i els Borbons. Les tropes napoleòniques destruiran una altra talla a la guerra del francès (1808-1814).
La nova imatge, donada per la família Golferich el 1893, serà destruïda novament a l'inici de la Guerra Civil.
D'aquesta imatge i de l'ermita el 1914 en tenim fotos fetes per Josep Salvany i Blanch, dipositades a la Biblioteca de Catalunya.

### Els goigs[6]a la Mare de Déu de Bellvitge
Als segles xvi i xvii la Mare de Déu era considerada com "advocada contra la pesta". Les confraries del carrer Hospital i Espaseria (abans dels Sabaters) de Barcelona formades per gent de molt diversos gremis, acudien a demanar protecció davant les epidèmies. Hi ha un bon nombre d'actes dels segles XVII, xviii i xix que expliquen detalls minuciosos al respecte.
Vives i Sabaté exposa vint-i-set goigs de la Mare de Deu de Bellvitge. Són diferents versions de quatre models: els més antics són els del carrer Hospital i els del carrer Espaseria de Barcelona, vint-i-dos són escrits en català i els altres cinc en castellà.
De L'Hospitalet també n'hi ha diversos. Aquest és un d'ells, editat el 1956, a L'Hospitalet, recordant aquells orígens en la seva lletra.

“Mare de Deu humanat,
Y dels bons homes protectora
En Bellvitja, gran senyora,
Mostreu-nos vostra pietat.
Barcelona per tot mal
Remey té en Vos, Reyna pia
Lo carrer del Hospital
Ho canta ab la Espaseria
Puig sent Vos la intercessora
De pesta s'han preservat”.

### La "pageseta".
Durant els segles xviii i xix, gràcies a la canalització del riu Llobregat, els terrenys de la Marina es van convertir en la zona més fèrtil de Barcelona. La Mare de Déu de Bellvitge era llavors especialment venerada per la gent de camp el dia de Sant Isidre, el de Sant Jordi i el 8 de setembre, dia de les marededeus trobades a Catalunya.
L'ermita era considerada, llavors, la "parròquia dels pagesos" i a la Mare de Deu se la coneixia com "la pageseta". Diverses confraries de les poblacions properes (El Prat, Sant Boi, Cornellà…) venien en carros i tartanes per les diverses festes locals, els casaments ...
Les "administradores" recorrien les cases de la Marina recaptant almoina per a la cura de l'ermita "entre pols, pedres i lladrucs de gossos", segons Matilde Marcé i Piera de L'Hospitalet, les joves casadores passaven dues safates de plata amb la imatge de Maria (actualment al Museu d'Història de L'Hospitalet) intercanviant donatius per estampetes i reproduccions de goigs, als peus de la marededeu es "calçava" la criatura que, alliberada de bolquers, era ja capaç de caminar.
“Els envelats de la “festa dels pagesos” atreien desenes de hospitalencs que a peu o en tartana, o amb un servei especial de la casa Oliveras feien cap a l'ermita i als envelats d'algunes masies com Cal Manel Nolla i Cal Puig” (L'Abans, 2003: 597).
Mn. Francesc Tena (l'Hospitalet 1921- Barcelona, 2015), va compondre aquests goigs per la festivitat de la Mare de Déu de Bellvitge de 1949, quan els paratges de Bellvitge encara eren bucòlics. Van ser editats el 2005.
“Santa María la Camperola
dolça pagesa dels nostres camps
no us fa tristesa viure tan sola
amb sense llànties i sense rams?
(....)
Santa Maria la Pageseta
obriu encara la vostra mà
que ens beneeixi la vostra dreta
en nostra ruta vers el demà”.
Mn. Fr. Tena, 1949
El 1960 Francesc Marcé i Sanabra escriu uns nous "goigs a llaor de Santa Maria de Bellvitge" (Contrallum hospitalenc, 1978: 87), La estrofa principal està inscrita a una de les rajoles del "Camí dels Degotalls" o del Magnificat, a la Muntanya Santa de Montserrat.
“Des de l'ermita de Bellvitge,
Entre rosers, pollancs i pins,
Guieu tothora els nostres passos,
Reina i Senyora dels camins”.

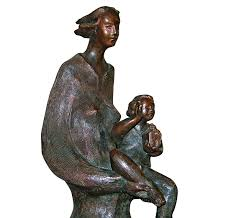
Imatge de la marededeu de Bellvitge a l'entrada de la parròquia Mare de Déu de Bellvitge. Obra de l'escultor Lau Feliu.

L'himne més recent compost a la Mare de Déu de Bellvitge és el que va escriure, el 1999, José M. Terrón, membre de la comunitat parroquial i porta per títol "Pastora de la Marina".
"Reina y madre de Bellvitge,
Pastora de la Marina,
Hoy tu grey aquí reunida
Viene a implorarte favor.
Condúcela vigilante
Por sendas de amor y bien
Protege siempre a tu barrio
y dale tu bendición".